# Гільда (фільм)
«Гільда» (англ. Gilda) — фільм-нуар, знятий у жанрі любовної мелодрами у США 1946 року режисером Чарльзом Відором. Один із гучних кінофільмів «золотої епохи Голлівуду», в якому Рита Хейворт, знаменита кінозірка 1940-х років, виконала свою коронну роль.
У 2013 році фільм увійшов до Національного реєстру фільмів Сполучених Штатів Америки.

## Сюжет
Джонні Фаррелл, американець, дрібний картярський шулер, який нещодавно прибув до Буенос-Айреса, виграє великі гроші при грі в крепс, шахраюючи, як завжди. На вулиці його намагаються пограбувати. Від грабіжника його рятує зовсім незнайома йому людина, Балін Мандсон. Мандсон розповідає Фарреллу про класне нелегальне казино, де він міг би грати, але застерігає від того, щоб той займався шахрайством там. З'явившись у казино, Фаррелл ігнорує дану йому пораду, шахраює при грі в блекджек, і двоє підручних відводять його до власника казино, яким виявляється той самий його рятівник, Мандсон. Мандсон пропонує Фарреллу працювати на нього, і незабаром той стає менеджером казино.
Мандсон їде у справах, а повернувшись, представляє Фарреллу свою нову дружину Гільду, з якою він одружився після короткого знайомства. Джонні й Гільда, в минулому чоловік і дружина, відразу впізнають один одного, проте, коли Мандсон запитує, чи вони знайомі, обидва відповідають негативно. Мандсон доручає Фарреллу доглядати Гільду. Джонні й Гільда демонструють взаємну антипатію один до одного — антипатію, за якою імовірно ховається не до кінця згасла любов. Гільда поводиться з чоловіками легко-подумки — з явною метою досадити Джонні, у відповідь на це він стає все більш уїдливим і нетерпимим з нею.
Мандсона відвідують двоє німецьких агентів-представників. Їхня організація фінансує вольфрамовий картель, який, з метою приховування зв'язку картелю з німцями, документально оформлений на Мандсона. Його керівники вирішили, що тепер, коли Друга світова війна закінчилася, вони можуть взяти картель цілком під своє управління. Однак Мандсон відмовляється передати їм свої права на власність. Аргентинська поліція з підозрою ставиться до німців і доручає агенту Обрегону отримати потрібні відомості про них від першого помічника Мандсона Фаррелла. Однак той нічого не знає про цей аспект діяльності свого патрона. Німці-представники повертаються до казино під час щорічного карнавалу та намагаються залякати Мандсона, щоб вирвати його згоду. Внаслідок цього починається стрілянина, і Мандсон вбиває одного з них.
Фаррелл поспішає відвезти Гільду до безпечного місця, до будинку Мандсона, де в них відбувається чергова сварка. Їх взаємні закиди й запевнення у вічній ненависті завершуються пристрасним поцілунком. Вони чують, як грюкнули вхідні двері, і розуміють, що Мандсон підслуховував і тепер усе про них знає. Фаррелл, що відчуває почуття провини, слідує за босом до його приватного літака. Літак підіймається в повітря, проте потім раптово вибухає і падає в океан; бачив усе це Фаррелл вирішує, що Мандсон наклав на себе руки.
Гільда успадковує майно загиблого чоловіка. Вона одружується з Фарреллом, але тут же з'ясовується, що Джонні одружився з нею тільки для того, щоб мучити й мстити їй за її зраду з Мандсоном. Він повністю її ігнорує, але щоб змусити Гільду страждати, посилає своїх людей стежити за нею вдень і вночі. Гільда ще раз намагається вирватися зі болісного шлюбу, проте Фаррелл, тепер багатий і могутній, перешкоджає цьому.
Обреґон прикриває нелегальне казино. При нагоді він каже Фарреллу, що Гільда ніколи не була настільки легковажною, щоб зраджувати чоловікові — ні Мандсону, ні йому — тим самим спонукаючи Фаррелла помиритися з нею. Пізніше з'являється живий Мандсон, який заявляє, що самогубство було підлаштовано їм з ревнощів. Він витягує револьвер і намагається вбити Гільду і Фаррелла, але його випереджає бармен Дядя Піо, смертельно поранивши його в перестрілці. Коли прибуває поліція, Джонні намагається взяти провину за вбивство на себе, але Обрегон відмовляється його заарештовувати, пояснюючи це тим, що Мандсон юридично вже давно вважається мертвим. Фаррелл передає Обрегону компрометуючі документи з сейфа Мандсона, після чого Фаррелл і Гільда миряться.

## В ролях
| Актор             | Роль                                                    |
| ----------------- | ------------------------------------------------------- |
| Рита Хейворт      | Гільда Мандсон, пізніше Гільда Фаррелл                  |
| Гленн Форд        | Джонні Фаррелл довірена особа Мандсона та його приятель |
| Джордж Макреді    | Балін Мандсон власник казино                            |
| Джозеф Каллея     | Моріс Обрегон агент таємної поліції                     |
| Стівен Герей      | дядько Піо службовець-портье при казино                 |
| Джо Сойєр         | Кейсі підручний Баліна Мандсона                         |
| Джордж Дж. Льюїс  | Уерта підручний Баліна Мандсона                         |
| Джеральд Мор      | капітан Дельгадо                                        |
| Марк Робертс      | Гейб Еванс                                              |
| Дон Дуглас        | Томас Ленгфорд                                          |
| Людвіг Донат      | німець                                                  |
| Лайонел Ройс      | німець                                                  |
| Сол Мартелл       | маленька людина                                         |
| Роза Рей          | Марія                                                   |
| Едуардо Чіаннеллі | член картелю (у титрах не вказано)                      |
| Філіп Ван Зандт   | член картелю (у титрах не вказано)                      |